# Олдем (округ, Техас)
Шаблон:StateAbbr_ 35°24′ пн. ш. 102°36′ зх. д. / 35.4° пн. ш. 102.6° зх. д.
Округ Олдем (англ. Oldham County) — округ (графство) у штаті Техас, США. Ідентифікатор округу 48359.

## Історія
Округ утворений 1881 року.

## Демографія
За даними перепису 2000 року загальне населення округу становило 2185 осіб, усе сільське. Серед мешканців округу чоловіків було 1135, а жінок — 1050. В окрузі було 735 домогосподарств, 566 родин, які мешкали в 815 будинках. Середній розмір родини становив 3,02.
Віковий розподіл населення поданий у таблиці:
| Стать    | До 15 років | 15-21 | 22-29 | 30-39 | 40-49 | 50-65 | 65-85 | Понад 85 |
| -------- | ----------- | ----- | ----- | ----- | ----- | ----- | ----- | -------- |
| Чоловіки | 316         | 197   | 86    | 117   | 130   | 182   | 97    | 10       |
| Жінки    | 249         | 96    | 91    | 126   | 180   | 169   | 126   | 13       |

## Суміжні округи
- Гартлі — північ
- Мур — північний схід
- Поттер — схід
- Рендалл — південний схід
- Деф-Сміт — південь
- Квей, Нью-Мексико —  захід (Гірський час)

## Виноски
1. ↑  U.S. Decennial Census. United States Census Bureau. Архів оригіналу за 19 липня 2018. Процитовано 5 травня 2015.
2. ↑  Texas Almanac: Population History of Counties from 1850–2010 (PDF). Texas Almanac. Архів оригіналу (PDF) за 26 лютого 2015. Процитовано 5 травня 2015.
3. ↑  State & County QuickFacts. United States Census Bureau. Архів оригіналу за 18 жовтня 2011. Процитовано 22 грудня 2013.(англ.) Наведено за англійською вікіпедією.
4. ↑  American FactFinder. Бюро перепису населення США. Архів оригіналу за 26 лютого 2012. Процитовано 31 січня 2008.

| США | Це незавершена стаття з географії США. Ви можете допомогти проєкту, виправивши або дописавши її. |